# À pas aveugles
Pour plus de détails, voir Fiche technique et Distribution.
À pas aveugles est un documentaire français sur la Shoah réalisé en 2021 par Christophe Cognet. Il examine des photographies prises clandestinement par des prisonniers dans les camps nazis de Dachau, Auschwitz, Mittlelbau-Dora et Buchenwald pendant la Seconde Guerre mondiale. Ces photographies, extraites clandestinement des camps, ont été développées pendant la guerre ou à la suite de celle-ci.

## Documentaire

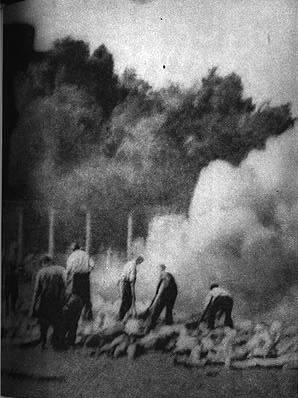
Photo recadrée de corps brûlés à Auschwitz, analysée dans le film.

Contrairement à d'autres documentaires sur la Shoah, qui s'appuient sur des témoignages de survivants, Cognet choisit d'adopter une méthode d'enquête. Aidé d'historiens allemands, polonais, tchèques, français, le réalisateur retrace le contexte dans lesquelles ces images interdites ont été prises et scrute attentivement chacune des photographies pour déterminer précisément le lieu de la prise de vue. Le film commence par montrer des photographies prises en secret par un prisonnier de Dachau qui travaillait comme infirmier à l'infirmerie des prisonniers. Celles-ci montrent la caserne et des portraits de prisonniers, posant parfois avec désinvolture.
Le titre du documentaire à pas aveugles renvoie à la prise de vue de ces images, réalisées sans pouvoir viser dans l’objectif, alors que les prisonniers œuvraient clandestinement.
Ces photographies diffèrent à la fois des photos des camps prises pendant la guerre par des photographes allemands, à des fins de propagande, et des photos prises juste après la libération des camps par les forces alliées. Il s'agit de photos de détenus prises par les prisonniers eux-mêmes, alors qu'ils couraient de graves risques. Parmi les photographes figurent les prisonniers Rudolf Cisar à Dachau, Georges Angeli à Buchenwald et Alberto Errera à Auschwitz. Certains des photographes et des sujets étaient alors membres de mouvements de résistance dans les camps.
Certaines des images montrent des femmes détenues, soumises à des expériences médicales. Les images détaillent les blessures causées à leurs jambes par des « médecins » nazis, y compris l'injection volontaire de la gangrène dans une plaie ouverte.
Le film se termine par un examen détaillé des photographies dites du Sonderkommando, prises à côté d'une chambre à gaz à Auschwitz. Elles montrent des femmes nues se préparant à être conduites à la chambre à gaz, et d'autres photographies prises après le gazage, révélant des corps entassés pour la crémation dans des fosses à ciel ouvert.
Le film s'ouvre et se termine par la représentation d'un étang dans lequel ont été disposés des restes incinérés, où l'on aperçoit, plusieurs décennies plus tard, des fragments d'os.

## Accueil critique
La première du film aux États-Unis a eu lieu au Festival du film juif de New York en 2022 au Lincoln Center, avec une sortie en salles en Amérique du Nord en juillet 2022.
The Forward le qualifie de « film extraordinaire, totalement inconnu et sans précédent ». Le New York Times indique que « le film peut sembler trop cérébral (...). Mais l'approche médico-légale de Cognet insiste sur la mémorisation de ces événements d'une manière importante, physiquement spécifique et, intentionnellement ou non, anticipe maladroitement un monde sans aucun témoin oculaire vivant de ces horreurs » .
Pour La Libre Belgique, le réalisateur « affronte une forme de tabou. Naguère, quatre de ces documents, sur lesquels il termine son film, furent au centre d'une polémique entre l'historien Georges Didi-Huberman et Claude Lanzmann, auteur du film Shoah (1985), référence documentaire sur le sujet. Ce dernier affirme qu'il n'y a pas d'image possible de la Shoah. (...) Christophe Cognet choisit de surmonter l’interdit de la représentation supposée de ces "bouts de pellicule arrachés à l'enfer", selon l'expression de Georges Didi-Huberman, dès lors que des hommes et des femmes ont pris des risques pour révéler ce qui n’aurait jamais dû apparaître ». Pour Télérama, le documentaire réalise un choc temporel vertigineux.

## Distinctions
À pas aveugles a remporté le Spirit of Freedom Award du meilleur documentaire au Festival du film de Jérusalem en 2021.